# 休·福利
休·米勒·福利（英語：Hugh Miller Foley，1944年3月3日—2016年11月9日），美国男子赛艇运动员。他曾代表美国参加1964年夏季奥林匹克运动会赛艇比赛，获得男子八人单桨有舵手金牌。